# Apolodoro de Caristo
Apolodoro de Caristo (siglo III a. C.), poeta cómico nacido en esta ciudad de Eubea, Caristo. Adquirió la ciudadanía de Atenas, siendo uno de los más notables de la comedia ática. Puede dar idea de su importancia el hecho de que, de las seis comedias griegas que copió Terencio, dos fueron de Apolodoro: Hercira y Formión. Sus cuarenta y siete comedias alcanzaron mucho éxito.